# Xystrota semisgnata
Xystrota semisgnata là một loài bướm đêm trong họ Geometridae.